# 시빌 (시트콤)
《시빌》(영어: Cybill)은 1995년부터 1998년까지 방영된 시트콤이다.